# 阿万托和谢尔瓦纳
阿万托和谢尔瓦纳（西班牙語：Abanto y Ciérvana）是西班牙巴斯克自治区比斯开省的一个市镇。总面积18平方公里，总人口9036人（2001年），人口密度502人/平方公里。